# Aeródromo de La Chepona
El aeródromo de La Chepona (OACI: MSCH) es un aeródromo de aviación general que sirve al pueblo de La Chepona en el departamento de Usulután en El Salvador. Tanto el aeródromo como el pueblo están ubicados en una isla estuaria al este de la bahía de Jiquilisco.
La pista de aterrizaje mide 970 metros de longitud y es de césped.
El VOR-DME de El Salvador (Ident: CAT) está ubicado a 75,0 kilómetros al oeste-noroeste del aeródromo.